# 安德烈娅·赫拉瓦奇科娃
安德烈娅·塞斯提尼·赫拉瓦奇科娃（1986年8月10日—）是已退役的捷克职业网球女运动员，2004年轉職業。她的WTA生涯最高單打排名為第58（2012年9月10日）。

## 外部連結
- 官方网站
- 安德烈娅·赫拉瓦奇科娃的国际女子网球协会官方資料（英文）
- 安德烈娅·赫拉瓦奇科娃的國際網球總會 職業／青少年 官方資料（英文）
- Fed Cup - Player profile - Andrea HLAVACKOVA (CZE) （页面存档备份，存于）